# Incognito (strip)
Incognito is een stripreeks die begonnen is in februari 2005 met Grégory Mardon als schrijver en tekenaar. De reeks wordt uitgegeven bij Dupuis.

## Album
1. Volmaakte slachtoffers